# Гірські ліси Венесуельських Анд
Гірські ліси Венесуельських Анд (ідентифікатор WWF: NT0175) — неотропічний екорегіон тропічних та субтропічних вологих широколистяних лісів, розташований в Андах на заході Венесуели.

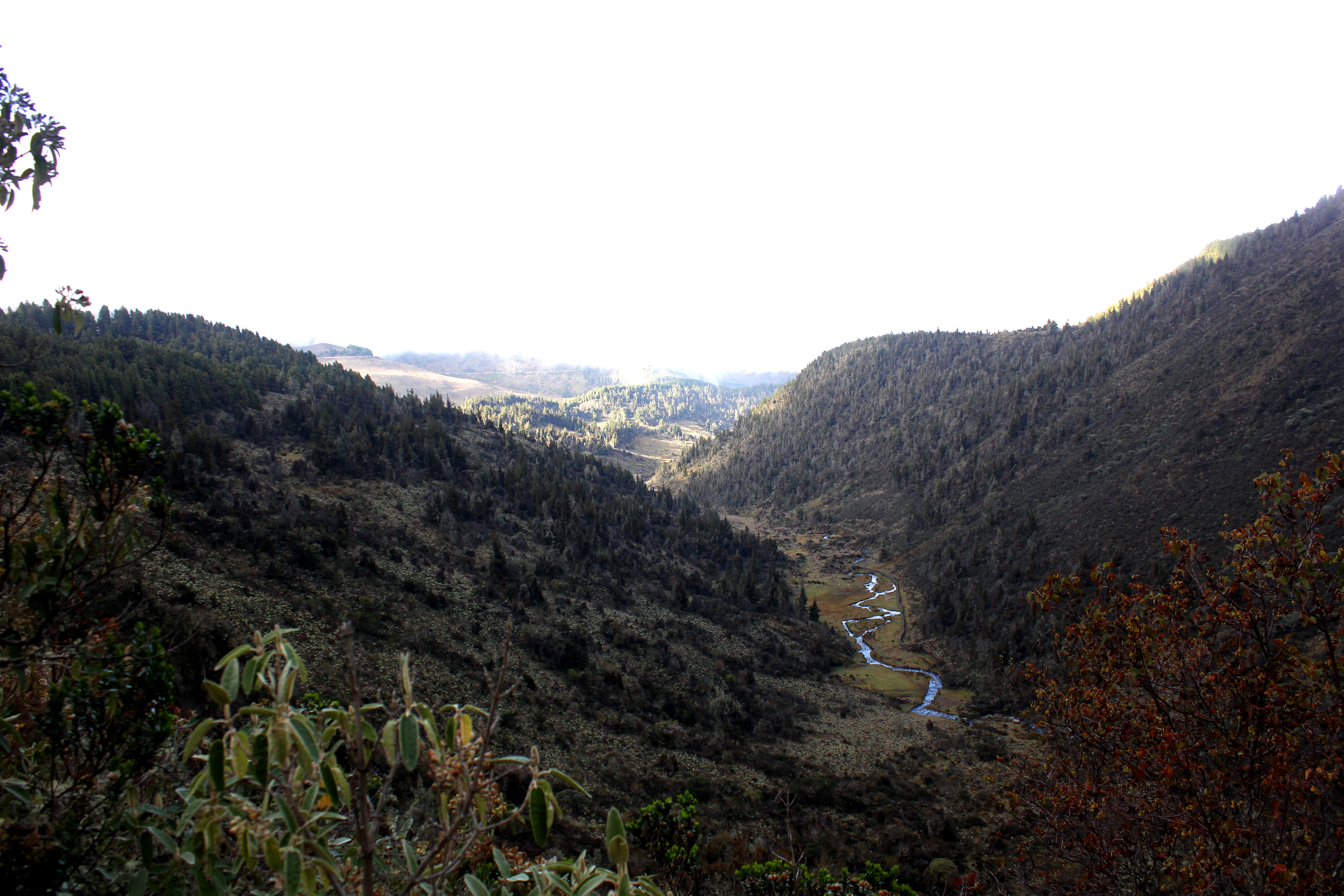
Долина в горах Кордильєра-де-Мерида

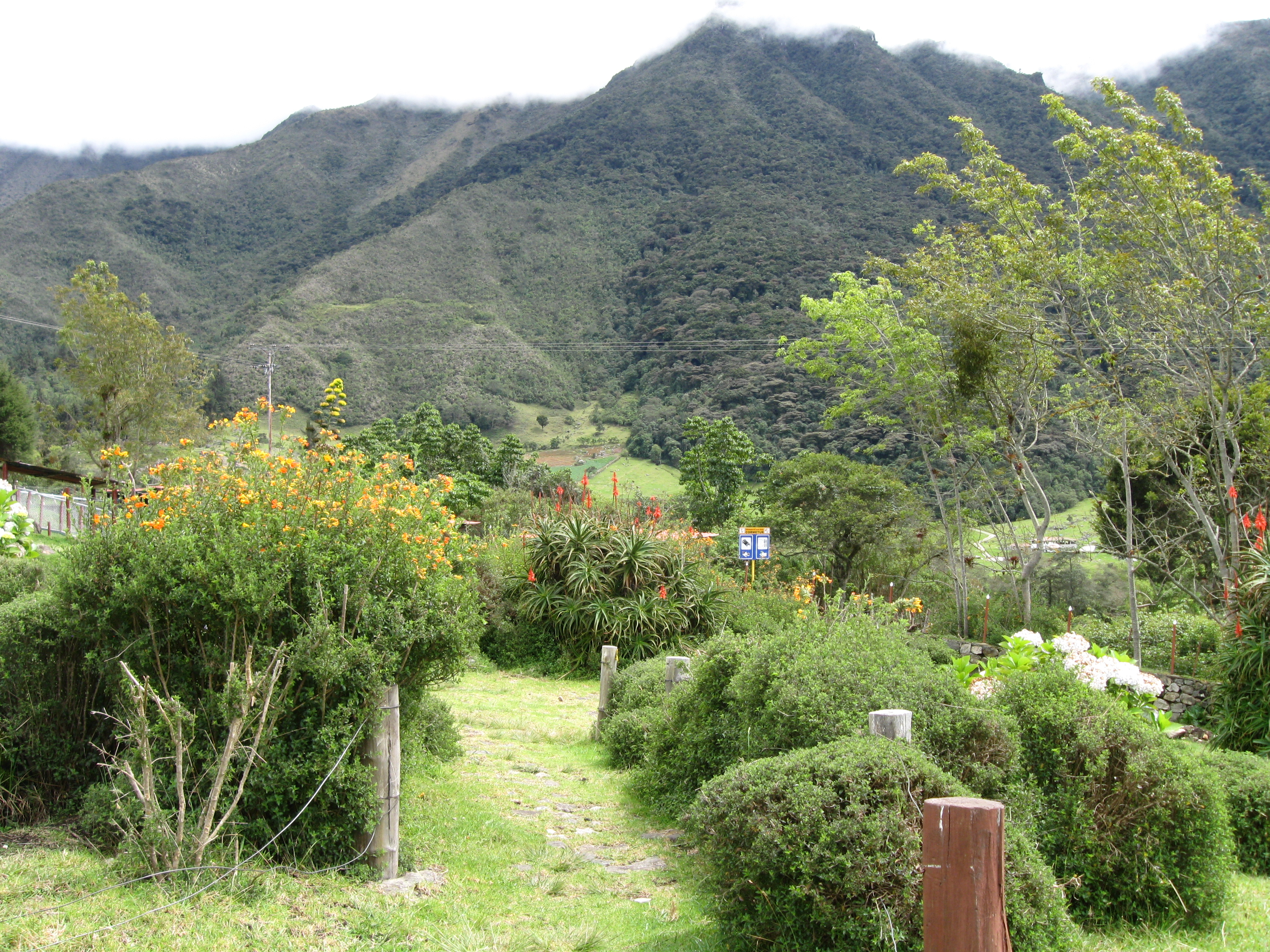
Ландшафт Сьєрра-де-Ла-Кулати

## Географія
Екорегіон гірських лісів Венесуельських Анд охоплює головну частину Венесуельських Анд — гори Кордильєра-де-Мерида, які простягаються приблизно на 450 км з південного заходу на північний схід через західну частину Венесуели. Він займає більшу частину штатів Тачира, Мерида і Трухільйо, західні райони Баринаса і Португеси та південну частину Лари. На крайньому заході екорегіон заходить на територію колумбійського департаменту Норте-де-Сантандер.
Гори Кордильєра-де-Мерида досягають висоти понад 4000 м над рівнем моря, а їх найвищою вершиною є Піко-Болівар заввишки 4978 м. Вони є північно-східним продовженням південноамериканських Анд. Від гір Східного хребта Колумбійських Анд або Кордильєри-Орієнталь гори відділені Тачирською западиною, а від гір Венесуельського Прибережного хребта або Кордильєри-де-ла-Кости на сході — Яракуйською западиною. Також екорегіон включає ізольований масив Тама, розташований між Колумбійськими Андами та Тачирською западиною.
Гори Кордильєра-де-Мерида утворилися у палеоцені та продовжили підійматися до кінця епохи пліоцену. Їх основу складають кварцитові сланці, гнейси та вапняки з окремими вкрапленнями гранітів та діабазів. Ґрунти в регіоні переважно представлені інцептисолями, але на схилах та еродованих ділянках часто зустрічаються ентісолі. У високогір'ях Кордильєри-де-Мерида бере початок багато річок, що стікають на північ, до озера Маракайбо і Карибського моря, та на південь, до басейну Ориноко, утворюючи великі долини, які формують фізико-географічні бар'єри між окремими гірськими хребтами регіону. Однією з головних річок регіону є Чама, яка відділяє масив Сьєрра-Невада-де-Мерида на півночі від масиву Сьєрра-де-ла-Кулата на півдні. Серед інших великих річок, що стікають з Венесуельських Анд, слід відзначити Санто-Домінго, Боконо та Мотатан.
На заході, в горах Колумбії, екорегіон переходить у гірські ліси Кордильєри-Орієнталь, на півночі, на території Маракайбської западини, — у вологі ліси Кататумбо та у сухі ліси Маракайбо, а на північному сході, на території регіону Коро — у сухі ліси Лари та Фалькону та у склерофітні чагарники Парагуани. На півдні, на території Оринокської низовини, гірські ліси Венесуельських Анд переходять у сухі ліси Апуре та Вільявісенсіо, а далі на схід — у савани Льяносу. Найвищі гірські вершини Кордильєри-де-Мерида, розташовані на висоті понад 4000 м над рівнем моря, є частиною окремого екорегіону парамо Кордильєри-де-Мерида.

## Клімат
На низьких висотах екорегіону переважає мусонний клімат (Am за класифікацією кліматів Кеппена) або саванний клімат (Aw за класифікацією Кеппена), а на великих висотах — високогірний субтропічний клімат (Cfb або Cwb за класифікацією Кеппена). На клімат регіону значно впливають північно-східні пасати, особливо під час сухого сезону з грудня по квітень. З квітня по листопад в регіоні триває сезон дощів, під час якого міжтропічна зона конвергенції приносить вологі повітряні маси з Карибського моря. Середня температура в горах Кордильєра-де-Мерида на висоті від 800 до 2500 м над рівнем моря коливається від 12 до 24 °C, а на висоті понад 2500 м над рівнем моря— менше 12 °C. Середньорічна кількість опадів в регіоні зазвичай коливається від 2000 до 3000 мм. На південно-східних схилах зона з великою кількістю опадів починається на висоті понад 2400 м над рівнем моря, а на північно-західних схилах — на висоті 1200 м над рівнем моря. Найменше опадів в регіоні випадає у посушливих міжгірських долинах.

## Флора
Рослинний покрив екорегіону представлений вологими гірськими тропічними лісами. На висоті від 800 до 1800-2000 м над рівнем моря в горах Кордильєра-де-Мерида поширені вічнозелені перехідні ліси. Дерева в них досягають середньої висоти і формують 2-3 яруси. Більшість з них належать до родин Лаврові (Lauraceae), Шовковицеві (Moraceae), Миртові (Myrtaceae), Біньйонієві (Bignoniaceae), Молочаєві (Euphorbiaceae) та Аралієві (Araliaceae).
На висоті від 2000 до 3000 м над рівнем моря в горах Кордильєра-де-Мерида поширені дуже густі вічнозелені хмарні ліси. Ці густі високогірні ліси характеризуються середньою висотою, двома або трьома структурними ярусами та добре розвиненим підліском. Дерева у них рясно вкриті різноманітними епіфітами. Серед видів, поширених у високогір'ях екорегіону, слід відзначити буковий ногоплідник (Retrophyllum rospigliosii), оливковий ногоплідник (Podocarpus oleifolius), гірське чаквіро (Prumnopitys montana), андійську вільху (Alnus acuminata), сітчастий ореопанакс (Oreopanax reticulatus), стрілолисту брунеллію (Brunellia integrifolia), червоний гедіосмум (Hedyosmum racemosum), вейнманнію Яна (Weinmannia jahnii), дрібнолисту вейнманнію (Weinmannia microphylla), червоножилковий тетрахідіум (Tetrorchidium rubrivenium), борознисту бейлшмідтію (Beilschmiedia sulcata), голу руагею (Ruagea glabra) та пухнасту руагею (Ruagea pubescens).
Гірські ліси Венесуельських Анд характеризуються високим флористичним різноманіттям та рівнем ендемізму, особливо серед бромелій, папоротей та орхідей. Найвища концентрація ендемічних видів спостерігається у гірських лісах Мериди: тут зустрічається 155 ендемічних видів рослин або 30 % від усіх ендеміків екорегіону. У лісах та парамо ізольованого масиву Тама зустірічається ще 82 ендемічні види. Серед поширених в екорегіоні ендемічних або майже ендемічних рослин слід відзначити пониклолистий ногоплідник (Podocarpus pendulifolius), психотрію Арістегієти (Psychotria aristeguietae), великий глечикоцвіт (Lagenanthus princeps) та цілолисту делостому (Delostoma integrifolium).

## Фауна
Серед великих ссавців, поширених в гірських лісах регіону, слід відзначити андійського білохвостого оленя (Odocoileus virginianus goudotii), ошийникового пекарі (Dicotyles tajacu), а також пуму (Puma concolor) та ягуара (Panthera onca), найбільших хижаків Венесуели. Ще одним важливим великим ссавцем, поширеним в екорегіоні, є рідкісний очковий ведмідь (Tremarctos ornatus). Цей вид найчастіше зустрічається в хмарних лісах на висоті від 1000 до 3000 м над рівнем моря. За оцінками природоохоронців, популяція очкових ведмедів (Tremarctos ornatus) у Венесуелі нараховує 1100–1600 особин. Також у гірських лісах Венесуельських Анд зустрічаються різноманітні невеликі ссавці, зокрема оцелоти (Leopardus pardalis), онцили (Leopardus tigrinus), тайри (Eira barbara), кінкажу (Potos flavus), гірські паки (Cuniculus taczanowskii), рудохвості вивірки (Sciurus granatensis), малі лісові рисові хом'яки (Microryzomys minutus), колумбійські лісові миші (Chilomys instans), північні стрункі опосуми (Gracilinanus marica), андійські біловухі опосуми (Didelphis pernigra) та волохатоногі нічниці (Myotis keaysi). 
Ендеміками Кордильєри-де-Мерида є східні коаті (Nasuella meridensis), меридські рисові хом'яки (Nephelomys meridensis), чепурні андійські миші (Thomasomys vestitus), оливкові гірські миші (Aepeomys lugens), гірські миші Рейга (Aepeomys reigi), ненажерливі олальйомиші (Olallamys edax), пацюки-рибоїди Муссо (Daptomys mussoi), меридські дрібновухі мідиці (Cryptotis meridensis), тамаські мідиці (Cryptotis tamensis) та дінірські мідиці (Cryptotis dinirensis). Майже ендемічними представниками регіону, які також зустрічаються в Колумбійських Андах або горах Венесуельського Прибережного хребта, є меридські мазами (Mazama bricenii), жовті деревні рисові хом'яки (Oecomys flavicans), венесуельські лазаючі миші (Rhipidomys venezuelae), чарівні лазаючі миші (Rhipidomys venustus), м'якошерстні парамомиші (Thomasomys laniger), рудобокі голохвості опосуми (Monodelphis palliolata), венесуельські стрункі опосуми (Gracilinanus dryas), сірочереві стрункі мишачі опосуми (Marmosops fuscatus) та безхвості листоноси Мануеля (Anoura luismanueli).
Серед поширених в екорегіоні птахів слід відзначити світлоголову пенелопу (Penelope argyrotis), андійську качку (Merganetta armata), каліфорнійського голуба (Patagioenas fasciata), колумбійського голубка (Zentrygon linearis), сіроволого ерміта (Phaethornis augusti), гірського колібрі (Lafresnaya lafresnayi), іскристого колібрі (Colibri cyanotus), плямистоволого колібрі (Adelomyia melanogenys), колібрі-списодзьоба (Ensifera ensifera), зеленогорлого колібрі-барвограя (Metallura tyrianthina), золотохвостого колібрі-сапфіра (Chrysuronia oenone), рудохвостого колібрі-шаблекрила (Campylopterus falcatus), віхтьохвостого колібрі-пухонога (Ocreatus underwoodii), біловолого колібрі-інку (Coeligena torquata), королівського колібрі-сильфа (Aglaiocercus kingii), нагірну сплюшку (Megascops roraimae), білогорлу сплюшку (Megascops albogularis), андійського сичика-горобця (Glaucidium jardinii), оливковокрилого дятла-смуганя (Colaptes rubiginosus), колумбійського аратингу (Psittacara wagleri), сивоголового папугу-червоногуза (Pionus seniloides), лісового батарито (Dysithamnus mentalis), чорно-зеленого плодоїда (Pipreola riefferii), гірського дереволаза (Lepidocolaptes lacrymiger), середнього дереволаза-міцнодзьоба (Xiphocolaptes promeropirhynchus), андійського пію (Synallaxis azarae), гірського тікотіко (Anabacerthia striaticollis), чубату курутію (Cranioleuca subcristata), смугастоволого тирана (Myiodynastes chrysocephalus), коричневого біро (Pyrrhomyias cinnamomeus), гірську еленію (Elaenia frantzii), сивого піві (Contopus fumigatus), андійського копетона (Myiarchus cephalotes), андійського тирана-інку (Leptopogon superciliaris), андійського віреона (Vireo leucophrys), світлогорлого гагера (Cyanolyca armillata), зелену паю (Cyanocorax yncas), рудоволого поплітника (Pheugopedius rutilus), сіроволого тріщука (Henicorhina leucophrys), андійського дрозда (Turdus serranus), кордильєрського дрозда (Turdus fulviventris), синьошийого органіста (Chlorophonia cyanea), мінливобарвного зеленника (Chlorospingus flavopectus), білобокого квіткокола (Diglossa albilatera), маскового квіткокола (Diglossa cyanea), золотолобого плюшівника (Catamblyrhynchus diadema), оливкового зеленяра (Sphenopsis frontalis), синьоголову саяку (Sporathraupis cyanocephala), жовтоголову танагру (Tangara xanthocephala), сизу андагру (Anisognathus lacrymosus), гиролу (Tangara gyrola) та терзину (Tersina viridis).
Ендеміками Кордильєри-де-Мерида є меридські колібрі-німфи (Heliangelus spencei), золотисті колібрі-інки (Coeligena eos), червоноголові котори (Pyrrhura rhodocephala), меридійські тапакуло (Scytalopus meridanus), сірошиї мурашниці (Grallaria griseonucha), венесуельські мурашниці (Grallaria chthonia), венесуельські пітайо (Ochthoeca nigrita), білолобі чернітки (Myioborus albifrons), меридські заросляки (Atlapetes meridae), сіроголові зеленярі (Kleinothraupis reyi), венесуельські зеленярі (Poospiza goeringi) та меридайські квіткоколи (Diglossa gloriosa). Деякі з цих видів зустрічаються виключно у гірських лісах, а деякі також трапляються на високогірних луках парамо. Майже ендемічними представниками регіону є північні кракси-рогані (Pauxi pauxi), темночереві голкохвости (Chaetura andrei), аметистоволі колібрі (Sternoclyta cyanopectus), золотогорлі колібрі-німфи (Heliangelus mavors), венесуельські колібрі-смарагди (Chlorostilbon alice), вузькохвості колібрі-смарагди (Chlorostilbon stenurus), тринідадські колібрі-іскринки (Chaetocercus jourdanii), золотогруді еріони (Eriocnemis cupreoventris), венесуельські котори (Pyrrhura hoematotis), вогнистоголові амазони-карлики (Hapalopsittaca amazonina), венесуельські погоничі (Laterallus levraudi), венесуельські тілугі (Drymophila klagesi), великі мурашниці (Grallaria excelsa), рудоволі понгіто (Grallaricula ferrugineipectus), смугастохвості пію (Synallaxis cinnamomea), венесуельські тирани-малюки (Zimmerius improbus), вохристоволі заросляки (Atlapetes semirufus), рудоголові каптурники (Thlypopsis fulviceps) та синьокрилі танагри (Stilpnia cyanoptera).
Ендеміками екорегіону є кілька десятків видів жаб — переважно листкових жаб (Eleutherodactylus) та скляних жаб (Centrolenidae). Також ендеміками регіону є два види саламандр — кулатські грибоязикі саламандри (Bolitoglossa orestes) та гуарамакальські саламандри (Bolitoglossa guaramacalensis). Серед ендемічних плазунів, поширених в гірських лісах Венесуельських Анд, слід відзначити смугастоголового ореозавра (Oreosaurus cephalolineatus), меридську маракайбу (Maracaiba meridensis) та меридського полоза (Atractus meridensis).

## Збереження
Частина лісів в екорегіоні була вирубана та замінена сільськогосподарськими угіддями, особливо на низьких висотах. Основними загрозами для збереження природи регіону є вирубка лісів, розвиток сільського господарства та інфраструктури, видобуток корисних копалин, а також вилучення рідкісних орхідей та бромелій з метою продажу.
Оцінка 2017 року показала, що 17 124 км², або 59 % екорегіону, є заповідними територіями. Природоохоронні території включають: Національний парк Гуарамакаль, Національний парк Сьєрра-Невада, Національний парк Сьєрра-Ла-Кулата, Національний парк імені генерала Хуана Пабло Пеньялоси, Національний парк Дініра, Національний парк Якамбу та Національний парк Ель-Тама у Венесуелі, а також Національний природний парк Тама в Колумбії.